# Llista de topònims de Sant Pere, Santa Caterina i la Ribera
La llista de topònims (noms propis de lloc) del barri administratiu de Sant Pere, Santa Caterina i la Ribera, a Barcelona, està dividida en dues llistes per motius tècnics (per la seva mida excessiva per una sola llista), separades per l'eix format pel carrer de la Princesa i el passeig de Pujades: 
- Llista de topònims de Sant Pere, Santa Caterina i la Ribera (part alta), incloent aproximadament els barris de Sant Pere i de Santa Caterina i els voltants del passeig de Lluís Companys.:
- Llista de topònims de Sant Pere, Santa Caterina i la Ribera (part baixa), incloent aproximadament el barri de Ribera i el parc de la Ciutadella.

En aquesta llista general hi apareixen només els topònims que no són en cap de les dues llistes parcials perquè no tenen coordenades a Wikidata (si n'hi ha algun).
Informació actualitzada per un bot. Els canvis manuals es perdran quan s'actualitzi!

## edifici residencial
| imatge | Nom                    | Ubicat a                              | instància de                           | Detalls                                                                                  | coordenades                             | Protecció | Commons (més fotos)    | Dades a WD                    |
| ------ | ---------------------- | ------------------------------------- | -------------------------------------- | ---------------------------------------------------------------------------------------- | --------------------------------------- | --------- | ---------------------- | ----------------------------- |
|        | Casa Francesc Bartrina | Sant Pere, Santa Caterina i la Ribera | edifici residencial magatzem           | Estil: arquitectura neoclàssica 1829 Estat: enderrocat o destruït                        | ca:Gombau, 9                            |           |                        | Modifica les dades a Wikidata |
|        | Casa Oleguer Garrigosa | Sant Pere, Santa Caterina i la Ribera | edifici residencial                    | 1785 Estat: enderrocat o destruït                                                        | ca:Gombau, 11 i Fonollar, 21            |           | Casa Oleguer Garrigosa | Modifica les dades a Wikidata |
|        | Casa Vallescà          | Sant Pere, Santa Caterina i la Ribera | edifici residencial casa natal fàbrica | Estat: enderrocat o destruït                                                             | ca:Jaume Giralt, 4                      |           |                        | Modifica les dades a Wikidata |
|        | Casa del timbaler      | Sant Pere, Santa Caterina i la Ribera | edifici residencial                    | Estat: enderrocat o destruït                                                             | ca:Pou de la Figuera, 17 i Serra Xic, 5 |           | Casa del timbaler      | Modifica les dades a Wikidata |
|        | Casa-fàbrica Calafell  | Sant Pere, Santa Caterina i la Ribera | edifici residencial fàbrica            |                                                                                          | ca:Sant Pere Mitjà, 34 i Mònec, 5       |           | Casa-fàbrica Calafell  | Modifica les dades a Wikidata |
|        | Casa-fàbrica Manich    | Sant Pere, Santa Caterina i la Ribera | edifici residencial fàbrica            | Arquitecte: Josep Boixareu i Gallart Josep Oriol i Bernadet Estat: enderrocat o destruït | ca:Jaume Giralt, 40                     |           | Casa Pau Manich        | Modifica les dades a Wikidata |
|        | Casa-fàbrica Tintoré   | Sant Pere, Santa Caterina i la Ribera | edifici residencial fàbrica            |                                                                                          | ca:Sant Pere més Baix, 65               |           |                        | Modifica les dades a Wikidata |

## obra escultòrica
| imatge | Nom                               | Ubicat a                                                     | instància de     | Detalls                      | coordenades               | Protecció               | Commons (més fotos)           | Dades a WD                    |
| ------ | --------------------------------- | ------------------------------------------------------------ | ---------------- | ---------------------------- | ------------------------- | ----------------------- | ----------------------------- | ----------------------------- |
|        | A Josep Maria de Porcioles        | Barcelona Ciutat Vella Sant Pere, Santa Caterina i la Ribera | obra escultòrica | Estat: enderrocat o destruït |                           | art públic de Barcelona |                               | Modifica les dades a Wikidata |
|        | Ferran VII                        | Barcelona Ciutat Vella Sant Pere, Santa Caterina i la Ribera | obra escultòrica | Estat: enderrocat o destruït | Pla de Palau              | art públic de Barcelona |                               | Modifica les dades a Wikidata |
|        | L'edat de pedra                   | Barcelona Ciutat Vella Sant Pere, Santa Caterina i la Ribera | obra escultòrica | Estat: enderrocat o destruït |                           | art públic de Barcelona |                               | Modifica les dades a Wikidata |
|        | Les cinc estàtues desaparegudes   | Barcelona Ciutat Vella Sant Pere, Santa Caterina i la Ribera | obra escultòrica | Estat: enderrocat o destruït | passeig de Lluís Companys | art públic de Barcelona |                               | Modifica les dades a Wikidata |
|        | Obelisc de la Puríssima Concepció | Barcelona Ciutat Vella Sant Pere, Santa Caterina i la Ribera | obra escultòrica | Estat: enderrocat o destruït | passeig del Born          | art públic de Barcelona |                               | Modifica les dades a Wikidata |
|        | Ramon Batlle                      | Barcelona Ciutat Vella Sant Pere, Santa Caterina i la Ribera | obra escultòrica | Estat: enderrocat o destruït | Parc de la Ciutadella     | art públic de Barcelona |                               | Modifica les dades a Wikidata |
|        | statue of Santa Maria del Mar     | Barcelona Sant Pere, Santa Caterina i la Ribera              | obra escultòrica |                              | Santa Maria del Mar       |                         | Statue of Santa Maria del Mar | Modifica les dades a Wikidata |

## Misc
| imatge | Nom                                    | Ubicat a                                        | instància de      | Detalls                           | coordenades                                     | Protecció | Commons (més fotos) | Dades a WD                    |
| ------ | -------------------------------------- | ----------------------------------------------- | ----------------- | --------------------------------- | ----------------------------------------------- | --------- | ------------------- | ----------------------------- |
|        | Casa del General prop de la Llotja     | Barcelona Sant Pere, Santa Caterina i la Ribera | edifici           | Estat: enderrocat o destruït      |                                                 |           |                     | Modifica les dades a Wikidata |
|        | Fàbrica Palmerola                      | Sant Pere, Santa Caterina i la Ribera Ripoll    | empresa           |                                   |                                                 |           |                     | Modifica les dades a Wikidata |
|        | Fàbrica de xocolata de Climent Guàrdia | Sant Pere, Santa Caterina i la Ribera           | fàbrica negoci    | 1824                              | ca:Pl. Llana, 23 i Civader, 3 ca:Portal Nou, 21 |           |                     | Modifica les dades a Wikidata |
|        | Jardí del General                      | Sant Pere, Santa Caterina i la Ribera           | jardí públic      | 1816 Estat: enderrocat o destruït | Barcelona                                       |           |                     | Modifica les dades a Wikidata |
|        | Santa Eulàlia del Camp                 | Sant Pere, Santa Caterina i la Ribera           | monestir església | Estat: enderrocat o destruït      |                                                 |           |                     | Modifica les dades a Wikidata |
|        | passeig de l'Esplanada                 | Barcelona Sant Pere, Santa Caterina i la Ribera | carrer            | Estat: enderrocat o destruït      |                                                 |           |                     | Modifica les dades a Wikidata |